# Bonastruc ça Porta
Bonastruc ça Porta (Girona, 1194 - Acre?, 1270), fou rabí de l'aljama de Girona i metge. El seu nom hebreu era Moixè ben Nahman, per la qual cosa és anomenat també Nahmànides. També se'l coneix en hebreu com a Ramban, acròstic de Rabí Moixè ben Nahman. Guerson ben Salomó possiblement fou net seu i, per tant, Leví ben Guerson (Guersònides) el seu besnet.
Nahmànides fou un destacat filòsof, talmudista i cabalista. Admirador de Maimònides, s'oposà a les seves tendències intel·lectualistes i derivà fins a qüestions de la càbala, dins les quals compongué un musta gab per ser recitat el primer dia de l'any. Aquest musta gab és la mostra més antiga de poesia cabalística peninsular. Algunes altres obres cabalístiques seves són Oçar ha-hayyim (Tresor de la vida) i Deraixà (Investigació). Igualment, escrigué mantes obres didàctiques, entre les quals hom troba Igguéret ha-qódeix (Epístola de la santedat) i Torat ha-adam (La llei de l'home).
Quant a la seva vida pública, l'actuació més remarcable fou la participació en una controvèrsia pública amb el cristià convers Pau Cristià, celebrada a Barcelona el 1263, davant el rei Jaume el Conqueridor i de Ramon de Penyafort. Ambdós contrincants es van considerar vencedors de la controvèrsia i, com a resultat d'aquesta discussió, Nahman fou condemnat a l'exili. A causa d'això, sojornà a Castella i a Provença, abans de traslladar-se a Terra Santa, on morí el 1270.
Deixeble de Nahman fou el rabí Salomó ben Adret de Barcelona (1250-1310), autor d'un estudi polèmic contra el Pugio fidei de Ramon Martí. Durant més de 40 anys fou la més alta autoritat religiosa dels hebreus d'Europa i fins d'Àsia i Àfrica.
A la ciutat de Jerusalem hi té dedicat un carrer, l'avinguda Ramban.